# Indian Hills (Colorado)
Indian Hills és una concentració de població designada pel cens dels Estats Units a l'estat de Colorado. Segons el cens del 2000 tenia 1.197 habitants.

## Demografia
Segons el cens del 2000, Indian Hills tenia 1.197 habitants, 494 habitatges, i 338 famílies. La densitat de població era de 98,3 habitants per km².
Dels 494 habitatges en un 30,8% hi vivien nens de menys de 18 anys, en un 58,1% hi vivien parelles casades, en un 7,1% dones solteres, i en un 31,4% no eren unitats familiars. En el 21,9% dels habitatges hi vivien persones soles el 3,6% de les quals corresponia a persones de 65 anys o més que vivien soles. El nombre mitjà de persones vivint en cada habitatge era de 2,42 i el nombre mitjà de persones que vivien en cada família era de 2,83.
Per edats la població es repartia de la següent manera: un 22,2% tenia menys de 18 anys, un 4,9% entre 18 i 24, un 31,7% entre 25 i 44, un 33,1% de 45 a 60 i un 8,1% 65 anys o més.
L'edat mediana era de 41 anys. Per cada 100 dones de 18 o més anys hi havia 99,4 homes.
La renda mediana per habitatge era de 59.000 $ i la renda mediana per família de 61.538 $. Els homes tenien una renda mediana de 45.536 $ mentre que les dones 31.087 $. La renda per capita de la població era de 26.696 $. Entorn del 0,3% de les famílies i el 3% de la població estaven per davall del llindar de pobresa.

## Poblacions més properes
El següent diagrama mostra les poblacions més properes.